# Scapania compacta
Scapania compacta là một loài rêu tản trong họ Scapaniaceae. Loài này được (Roth) Dumort. miêu tả khoa học lần đầu tiên năm 1835.